# دوشیزگان ویلکو
دوشیزگان ویلکو (لهستانی: Panny z Wilka) یک فیلم درام به کارگردانی آندری وایدا است که در سال ۱۹۷۹ منتشر شد و نامزد دریافت جایزه اسکار بهترین فیلم بین‌المللی در پنجاه و دومین دوره جوایز اسکار شد.

## بازیگران
- دانیل اولبریخسکی
- کریستین پاسکال
- مایا کوموروفسکا
- زبیگنیف زاپاشیه‌ویچ
- آنا سنیوک
- استانیسواوا تسلینسکا
- کریستینا زاخفاتوویچ
- پل گرس
- زوفیا یاروشفسکا
- آندژی شنایخ